# Luzula mannii
Luzula mannii är en tågväxtart som först beskrevs av Franz Georg Philipp Buchenau, och fick sitt nu gällande namn av Kirschner och Martin Roy Cheek. Luzula mannii ingår i Frylesläktet som ingår i familjen tågväxter. IUCN kategoriserar arten globalt som sårbar. Inga underarter finns listade i Catalogue of Life.